# Песчаная береговая ласточка
Песчаная берегова́я ла́сточка (лат. Riparia congica) — вид воробьиных птиц из семейства ласточковых. Подвидов не выделяют.

## Распространение
Встречаются только вдоль реки Конго и ее притока Убанги на границе Республики Конго и Демократической Республики Конго.

## Описание
Длина тела 11 см. Голова и верх тела серо-коричневые, крылья и хвост темно-коричневые, хвост почти квадратный. Верхняя часть грудки светло-коричневая, остальная часть нижней стороны тела белая; под крыльями перья темно-коричневые. Отличаются от Riparia riparia меньшими размерами, менее выраженной перевязью на грудке, а от Riparia paludicola более бледным горлом. Самцы и самки выглядят одинаково. У молодых особей светлые кончики перьев на верхней стороне тела, менее заметная коричневая перевязь.